# De heuvel over
De heuvel over is een hoorspel van Marran Gosov. Über den Hügel werd op 3 november 1965 door de RIAS (Rundfunk im amerikanischen Sektor Berlins) uitgezonden. Erna van der Beek vertaalde het en de AVRO zond het uit op 21 november 1968, van 21.40 uur tot 22.30 uur. De regisseur was Dick van Putten.

## Rolbezetting
- Huib Orizand (Max)
- Hans Veerman (Jean)
- Rob Geraerds (de chef)
- Paul van der Lek (George, zijn chauffeur)
- Jan Borkus & Frans Somers (twee agenten)
- Jos van Turenhout (een kraanwagenchauffeur)

## Inhoud
Heel wat mensen kunnen het niet laten zich te bemoeien met dingen die hen niet aangaan. De aanleiding mag dan zijn een voorgewende belangstelling of hulpvaardigheid, maar er zit dikwijls meer geldingsdrang achter dan zij willen toegeven. En dat is onder bepaalde omstandigheden een slechte eigenschap die des te sterker op de voorgrond treedt naarmate men zich tegen die bemoeizucht verzet. Aangeboden diensten zijn nu eenmaal zelden welkom. Gekwetst in zijn ijdelheid wordt menigeen dan kwaad, onredelijk kwaad zelfs. Hij zoekt dan naar argumenten om tot iedere prijs gelijk te krijgen en zo zijn gezicht niet te verliezen. Dat kan van kwaad tot erger leiden, zoals in dit spel. Hierin wordt een vrij absurd geval gesteld om op een lachwekkende, zij het dan ook tragische wijze die kwalijke eigenschap aan de kaak te stellen. Twee mannen duwen met eindeloos veel moeite een oude auto tegen een heuvel op. In een passerende auto zit een belangrijke heer die door zijn chauffeur naar een bespreking in eigen kiesdistrict wordt gereden. In de mening dat hier betoonde hulpvaardigheid meer kiezers zal aanbrengen laat hij stoppen om te zien of hij misschien hulp kan bieden. Wat dan volgt, wordt een groteske ontplooiing van zijn geldingsdrang, die zelfs geweld niet schuwt om het bedreigde prestige te redden als zijn hulp niet wordt aanvaard.